# 5. Flak-Brigade
Die 5. Flak-Brigade war im Zweiten Weltkrieg ein Kampfverband der Luftwaffe in Brigadestärke. Die Aufstellung der Brigade erfolgte im August 1940 in Westfrankreich (Rennes) durch Umwandlung des Brigadestabes der Flak-Brigade Veith.

## Geschichte
Nach Etablierung der Brigade übernahm diese die operative Führung der Flakeinheiten im Raum Orleans— Nantes— Brest. Zugeordnet war die Brigade bis Anfang 1941 dem II. Flak-Korps, später dem Luftgaukommando Westfrankreich, und wurde 1943/1944 der 13. Flak-Division unterstellt.
Im Februar 1944, wieder dem Luftgaukommando Westfrankreich zugeordnet, wurde die Brigade nach Südfrankreich mit Gefechtsstand in Nîmes verlegt. Nach der Landung der Alliierten in Südfrankreich musste sich die Brigade erst nach Orange und später im September 1944 nach Belfort zurückziehen.
Im September 1944 wurde der Brigadestab erneut aus seinen Aufgaben herausgezogen und war bis Februar 1945 für die Luftflotte Reich als Führungsstab für die neu aufgestellte 5. Flak-Brigade (E.Tr.) eingesetzt. Sie war damit für die gesamten Eisenbahnflaks zum Transportschutz mit Gefechtsstand in der Flak-Kaserne Berlin-Lankwitz zuständig. Im März 1945 wurde die 5. Flak-Brigade (E.Tr.) in 30. Flak-Division (E.Tr.) umgegliedert.

## Kommandeure
| Dienstgrad | Name             | Datum                               |
| ---------- | ---------------- | ----------------------------------- |
| Oberst     | Karl Veith       | August 1940 bis 30. April 1942      |
| Oberst     | Max Schaller     | 1. Mai 1942 bis 5. Januar 1943      |
| Oberst     | Karl Halberstadt | 6. bis 22. Januar 1943              |
| Oberst     | Karl von Löderer | 23. Januar bis 30. November 1943    |
| Oberst     | Alfred Erhard    | 1. Dezember 1943 bis 31. Juli 1944  |
| Oberst     | Kurt Löhr        | 1. August 1944 bis 26. Oktober 1944 |

## Quelle
- Horst-Adalbert Koch: Flak – Die Geschichte der deutschen Flakartillerie 1935–1945, Podzun-Verlag 1954